# Helloween (album)
Helloween je šesnaesti studijski album njemačkog power metal-sastava Helloween. Diskografska kuća Nuclear Blast Records objavila ga je 18. lipnja 2021. Album je prvi objavljeni album skupine s postavom "Pumpkins United", koja je označila povratak izvornog člana Kaia Hansena na gitari i vokalu i Michaela Kiskea na vokalu 2016. godine, uz peteročlanu postavu.
Helloween je prvi album sastava s Hansenom od albuma Keeper of the Seven Keys, Part 2 iz 1988. i prvi album s Kiskeom od albuma Chameleon iz 1993. Objavljen je šest godina nakon svog prethodnika My God-Given Right (najduži razmak između dva albuma sastava). Album također je prvi koji uključuje više od jednog pjevača, kao što su Kai Hansen, Michael Kiske i Andi Deris, od kojih su svi nastupao kao jedini glavni vokal na prethodnim albumima, dijelio glavne vokalne dužnosti. Album završio je na prvih deset mjesta na nekoliko međunarodnih glazbenih ljestvica.

## Pozadina
U siječnju 1989. gitarist Kai Hansen napustio je Helloween i osnovao sastav Gamma Ray s kojim je od tada svirao i snimao. Pjevač Michael Kiske učinio je isto 1993. i fokusirao se na samostalnom karijeru, osim sudjelovanja u projektima kao što je Avantasia. Iako Hansen je ostao u dobrim odnosima i s sastavom i Kiskeom, potonji desetljećima nije razgovarao s preostalim članovima Helloweena.
Godine 2013. gitarist Michael Weikath prišao je Kiskeu u backstageu festivala i upitao ga: "što sam učinio da mi ne možeš oprostiti?"; takvo je pitanje natjeralo Kiskea da shvati da je već oprostio Weikathu, ali to nije primijetio. Nakon malo ohrabrenja od Hansena, tada njegovog kolege iz sastava Unisonic, pristao je pridružiti im se na turneju Pumpkins United.
Bivši gitarist Roland Grapow i bubnjar Uli Kusch nisu pozvani da se ponovno pridruže, a Grosskopf izjavio je da bi "bilo previše ljudi". Nova postava objavila je novom pjesmu, "Pumpkins United", 13. listopada 2017. u kojoj Deris, Hansen i Kiske dijele glavne vokale. Turneja Pumpkin United United započela je u Monterreyu u Meksiku 19. listopada 2017.
O potencijalnom studijskom albumu u novoj postavi, Deris je izjavio u ožujku 2018.: "Svakako imamo puno, puno razgovora [o tome]. Ovo ljeto, ako se kemija ovako nastavi, onda je sve moguće. Nakon snimanja te posebne pjesme "Pumpkins United", shvatili smo da je lako raditi zajedno. [..] Da, nije bio nikakav problem, kao da bismo već desetljećima radili zajedno. Dakle, mogao bih vidjeti nadolazeći album za budućnost. Ako kemija ostane takva kakva je sada, definitivno bih rekao 99 % da, idemo za tim." Kad su zajedno intervjuirani u lipnju, Weikath je izjavio: "Ne želimo baš početi rad s tim jer će to biti puno posla i trebat će puno vremena, a trenutno nam je nekako ugodno s što radimo, da tako kažem", dok je Hansen izjavio: "Ima puno ideja u sobi za ono što ćemo sljedeće učiniti i tako dalje. No, ništa nije odlučeno. Ništa nije zrelo za odluku. Ostavljamo to otvorenim, na neki način." Kiske je u početku bio zabrinut zbog rada s Derisom, ali je s olakšanjem otkrio da su imali "trenutačnu vezu", i kasnije je rekao da je dijeljenje i dodjeljivanje vokalnih dužnosti bilo "vrlo lako", jer su mogli "vrlo brzo čuti što najbolje funkcionira".
Dana 21. kolovoza 2018. sastav je objavio da će, na zahtjev njihove diskografske kuće Nuclear Blast, svi ostati zajedno i da će novi studijski album biti snimljen kasnije tijekom 2018. za planirano izdanje 2020., s Weikathom, Hansenom i Derisom kao "kantautorski trio". U ožujku 2021. objavljen je ime albuma i datum objavljena.

## Snimanje albuma
U ožujku 2019. Deris izjavio je da napisao dva dueta između njega i Kiskea za nadolazeći album. "Skyfall" je izvorno napisao Hansen s namjerom da ga on pjeva, ali je na krajudopustio Kiskeu i Derisu da otpjevaju tu pjesmu.
Dana 26. studenoga 2019., sastav je objavio video u kojem su izjavili da su započeli snimanje svog sljedećeg albuma u Hamburgu (gdje su prethodno snimili četiri uzastopna albuma tijekom 1990-ih, od albuma Chameleon iz 1993. do albuma Better Than Raw iz 1998.) te da su planirali nastaviti turneju krajem 2020. Dana 1. lipnja 2020. Helloween je potvrdio da su "odlučili pomaknuti izdanje" svog novog albuma na početak sljedeće godine, a miksat će ga Ronald Prent.
Većinski dio albuma snimljen je prije pandemije COVID-19; Kiske se vratio sa svojih snimanja na Tenerifeu u travnju 2020., nedugo prije nego što su letovi u Europi prekinuti. S druge strane, Weikath bio je uhvaćen usred strogih karantena i čak je morao provesti jednu noć u studiju.
Bubnjevi na albumu snimljeni su s izvornom opremom bivšeg bubnjara Inga Schwichtenberga, a sastav je koristio iste efektne jedinice korištene kada su snimili albumi Master of the Rings, The Time of the Oath i Better Than Raw. 

### Naslovnica
Autor naslovnici je Eliran Kantor i odabran je u odnosu na niz digitalno stvorenih slike. Markus Staiger (osnivač Nuclear Blasta) isprva je bio protiv toga i pokušao je uvjeriti sastav da odaberu neki drugi, no mišljenje glazbenika je prevagnulo.

## Popis pjesama
| 1.    | »Out for the Glory«              | Michael Weikath        | 7:18  |
| 2.    | »Fear of the Fallen«             | Andi Deris             | 5:38  |
| 3.    | »Best Time«                      | Sascha Gerstner, Deris | 3:35  |
| 4.    | »Mass Pollution«                 | Deris                  | 4:14  |
| 5.    | »Angels«                         | Gerstner               | 4:42  |
| 6.    | »Rise Without Chains«            | Deris                  | 4:56  |
| 7.    | »Indestructible«                 | Markus Grosskopf       | 4:42  |
| 8.    | »Robot King«                     | Weikath                | 7:07  |
| 9.    | »Cyanide«                        | Deris                  | 3:29  |
| 10.   | »Down in the Dumps«              | Weikath                | 6:01  |
| 11.   | »Orbit« (instrumentalna skladba) | Kai Hansen             | 1:04  |
| 12.   | »Skyfall«                        | Hansen                 | 12:11 |
| 64:57 |                                  |                        |       |

| Bonus pjesme | Bonus pjesme      | Bonus pjesme | Bonus pjesme | Bonus pjesme | Bonus pjesme | Bonus pjesme | Bonus pjesme | Bonus pjesme | Bonus pjesme |
| Br.          | Skladba           | Trajanje     |              |              |              |              |              |              |              |
| ------------ | ----------------- | ------------ | ------------ | ------------ | ------------ | ------------ | ------------ | ------------ | ------------ |
| 13.          | »Golden Times«    | 4:47         |              |              |              |              |              |              |              |
| 14.          | »Save My Hide«    | 3:11         |              |              |              |              |              |              |              |
| 15.          | »Pumpkins United« | 6:21         |              |              |              |              |              |              |              |
| 16.          | »We Are Real«     | 4:24         |              |              |              |              |              |              |              |
| 83:40        |                   |              |              |              |              |              |              |              |              |

## Recenzije
Pišući za Blabbermouth.net, Jason Roche napisao je da "duo Derisa i Kiskea ima ogromnu kemiju" i "Hansenove sposobnosti sjekire besprijekorno isprepletene uz one postojećeg dvojca". Pišući za Sonicperspectives.com, Jonathan Smith napisao je da “sigurno gore na kratkom popisu najboljih materijala koje je ovaj sastav ikada proizveo”, dajući albumu 9/10.
Pišući za Heavy Mag, Carl Neumann sažeo je ovaj album kao "u suštini mješavinu svih albuma Helloweena u jednom. Imate klasični power metal, hard rock, speed metal i dobri stari rock'n'roll, sve pomiješano u 12 pjesama u trajanju od 65 minuta. Bilo bi nemoguće da 'Helloween' bude neuspjeh. Ima SVE što je Helloween. Stoga je prikladno naslovan."
Sebastian Kessler, iz njemačkog izdanja Metal Hammera, pohvalio je album jer ne nudi "ravne kopije prošlih remek-djela ili negira razvoj zvuka i stila posljednjih desetljeća". Također smatrao ga je dobrim spajanjem Walls of Jericho, Keeper of the Seven Keys (oba) i Better Than Raw.
Jens Peters, iz Rock Harda, rekao je da je Helloween bio "ALBUM koji svaki fan teutonskog metala čekao je od velikog raspada u kasnim osamdesetim / ranim devedesetim". Također rekao je da se članovi "probijaju kroz faze vlastite povijesti" te da je "svim komadima zajedničko da se jasno čuju njihovi glavni autori".
Pišući za BraveWords, Paul Stenning rekao je da "velike zasluge moraju ići i Dennisu Wardu i Charlieju Bauerfeindu za njihov rad na balansiranju kombinacije pjevača i izvođača" i opisao je kako je "teško odabrati pjesme koje se ističu jer su sve klasične Helloween - ponekad se prisjete osamdesetih, ponekad ranih 90-ih, a drugi 2000-ih."
Loudwire izabrao je album Helloween za 8. najbolji rock/metal album 2021. godine. Publikacija je također izabrala pjesmu "Skyfall" kao 13. najbolju metal pjesmu godine.

## Zasluge
| Helloween - Markus Grosskopf – bas-gitara - Michael Weikath – gitara - Kai Hansen – gitara, vokal - Michael Kiske – vokal - Andi Deris – vokal - Sascha Gerstner – gitara - Dani Löble – bubnjevi Dodatni glazbenici - Tim Hansen – solo na gitari (na pjesmi "Skyfall") - Jens Johansson – klavijature (na pjesmi "Skyfall") - Matthias Ulmer – klavijature - Xavier Russell – naracija (na pjesmi "Out for the Glory") | Ostalo osoblje - Dennis Ward – bas-gitara (na pjesmi "Robot King"), koprodukcija - Sascha "Busy" Buhren – mastering - Eike Freese – dodatni inženjer zvuka - Thomas Geiger – dodatne uređivanje - Eliran Kantor – naslovnica - Charlie Bauerfeind – produkcija - Ronald Prent – miks |